# Roberto Toral Gómez
Roberto Toral Gómez (Oviedo, España, 1 de enero de 1984), más conocido como Robi Toral, es un futbolista profesional español que se desempeña en el terreno de juego como mediocampista ofensivo y lateral izquierdo; su actual equipo es el Astur CF de la 1 Asturfutbol De La Liga Española. Actualmente Jugador Más VETERANO en meter un gol en la COPA DE SU MAJESTAD EL REY DE ESPAÑA.

## Trayectoria
Robi Toral se formó en las categorías inferiores del Real Oviedo, uno de los equipos más tradicionales en España.

## Clubes
| País                 | Club                       | Año       |
| -------------------- | -------------------------- | --------- |
| España               | Club Deportivo Iliturgi    | 2004–2005 |
| España               | Club Deportivo Ronda       | 2005-2006 |
| España               | UD Gijón Industrial        | 2006-2007 |
| España               | Club Deportivo Ronda       | 2007-2008 |
| España               | Real Avilés Club de Fútbol | 2008-2009 |
| España               | Club Marino de Luanco      | 2009-2010 |
| España               | Club Deportivo Lealtad     | 2011-2013 |
| España               | Unión Popular de Langreo   | 2014-2015 |
| República Dominicana | Bauger FC                  | 2015-2016 |
| España               | Urraca Club de Fútbol      | 2016-2017 |